# Дзельква граболиста
{{#ifeq:0|0|{{#if:|{{#if:Zelkovacarpinifolia|[[]}}|}}}}
Дзельква граболиста (Zelkova carpinifolia) — вид квіткових рослин родини в'язових (Ulmaceae). Дзельква граболиста — високе, до 30 м, декоративне дерево, з гладенькою темно-сірою корою; вирощується на півдні України; деревина міцна, важка, з чорним червонуватим ядром, стійка проти гниття.

## Морфологічна характеристика
Це листопадне дерево, що досягає висоти 20–35 м, зі стовбуром, розділеним на численні прямостоячі гілки, за оптимальних умов досягає 3–4 м у діаметрі. Дерево утворює кореневі нащадки й зазвичай росте кількома стеблами з гілками, спрямованими круто вгору. Кора спочатку гладка, сіра, пізніше виявляє жовто-червонуваті кільця. Крона має дуже характерну вазоподібну форму з коротким широким стовбуром, який низько внизу розділяється на численні майже прямі гілки. Листки на коротких ніжках, прості, чергові, яйцеподібні чи ланцетоподібні, 4–10 см завдовжки і 2.5–6 см завширшки, по краю тупо зазубрені з 7–12 зубцями з кожного боку, верхівка загострена, верх шорсткий, низ волосистий в області жилок. Квітки чоловічі чи двостатеві з'являються в пазухах поодиноко чи в невеликій кількості, непоказні, зеленуваті, без пелюсток, запилюються вітром, оцвітина 4–7 листочкова. Плід — невеликий, від круглої до яйцеподібної форми, однонасінний горішок діаметром 5—6 мм.

## Поширення
Ареал: сх. Туреччина, пн. і пн.-сх. Іран, Азербайджан, Вірменія, Грузія. Це світловимогливе кронове дерево, яке любить вологі, багаті гумусом ґрунти, але не переносить перезволожені чи болотисті умови. Вид зустрічається в основному на висоті від 100 до 600 м над рівнем моря, але може рости на висоті від 1200 до 1500 м над рівнем моря в горах Талиш і навіть вище в Анатолії. Це елемент змішаних широколистяних лісів і прибережних лісів, тоді як дерево іноді може утворювати чисті насадження в районі Гіркану, зазвичай на південних і західних схилах. Цей вид може жити століттями з 800-літніми особинами, про яких повідомляється в заповідних зонах в Аджаметі (Грузія) і в горах Талиш (Азербайджан).

## Використання
Цей вид був широко вирубаний через цінну деревину. Його щільна деревина стійка до вологи і використовується в будівництві, а також для дверних рам і вікон мечетей в Ірані.

## Загрози
Zelkova carpinifolia була широко вирубана заради цінної деревини, і лише невеликі фрагменти первинних лісів залишилися в деяких регіонах, таких як Колхіда, де 90% початкових рівнинних і передгірних лісів було знищено. Різке скорочення насаджень Z. carpinifolia було помічено в 1970-х роках до заборони його вирубки в Ірані. За оцінками, понад 60% середовища існування виду було знищено протягом двох останніх століть. Ситуація в Азербайджані критична через відсутність планів управління. Навіть відносно добре збережені ліси в горах Талиш втратили 40% свого покриву через сільське господарство за останні 50 років. Попри створення кількох охоронних територій у Грузії, Азербайджані та Ірані, вид залишається під загрозою через діяльність людини та зміну клімату.